# Polycyrtus inquinatus
Polycyrtus inquinatus là một loài tò vò trong họ Ichneumonidae.